# جون سايمون، فيكونت جون
جون سايمون (28 فبراير 1873 - 11 يناير 1954)، الحاصل على وسام الفارس القائد الكبير ووسام قائد الفرسان الملكي الفيكتوري ورتبة الضابط من الإمبراطورية البريطانية والعضو في المجلس الخاص للمملكة المتحدة، كان سياسيًا بريطانيًا شغل مناصب رفيعة في مجلس الوزراء من بداية الحرب العالمية الأولى حتى نهاية الحرب العالمية الثانية. كان أحد ثلاثة أشخاص فقط تولوا مناصب وزراء للداخلية ووزراء للخارجية ومستشارين للخزانة، والآخرين هما راب بتلر وجيمس كالاهان.
شغل منصب السيد المستشار، وهو أعلى منصب في النظام القانوني البريطاني. بدأ حياته المهنية كليبرالي (كان بدايةً مع الجناح اليساري للحزب ولكنه أصبح لاحقًا مع الجناح اليميني)، انضم إلى الحكومة الوطنية في عام 1931، ما أدى إلى إنشاء الحزب الوطني الليبرالي. في نهاية حياته المهنية، كان تابعًا لحزب المحافظين بشكل رئيسي.

## الخلفية والتعليم
وُلِد سايمون في بيت ملاصق في مدينة موس سايد بمانشستر، وهو الطفل الأكبر والابن الوحيد لإدوين سايمون (1843-1920) وزوجته فاني ألسبروك (1846-1936). كان والده قسيسًا أبرشانيًا، مثل ثلاثة من إخوته الخمسة، وكان قسيسًا في كنيسة صهيون في هولم، مانشستر. كانت والدته ابنة مزارع ومن نسل السير ريتشارد بول وزوجته مارغريت بولي، كونتيسة ساليسبري.
كان من المتوقع أن يتحرك القساوسة الأبرشانيون حول البلاد. تعلم سايمون في مدرسة الملك إدوارد، في باث، حيث كان والده رئيسًا لاتحاد الأبرشانيين في سومرست. أصبح بعد ذلك باحثًا في كلية فيتس في إدنبرة، حيث كان مديرًا للمدرسة وفاز بالعديد من الجوائز.

## مهنته السياسية المبكرة
انضم سايمون إلى مجلس العموم كعضو ليبرالي في البرلمان لصالح والتامستو في الانتخابات العامة عام 1906. في عام 1908، أصبح محاميًا للملك (محاميًا أقدم) في نفس الوقت الذي كان فيه إف. إي. سميث. أزعج سايمون سميث بعدم إخباره لمنافسه أنه كان يتقدم بطلب ليصبح محاميًا للملك.
في عام 1909، تحدث سايمون بحماس في البرلمان داعمًا اقتراح «ميزانية الشعب» التقدمي لديفيد لويد جورج. انضم إلى الحكومة في 7 أكتوبر عام 1910 كمحامٍ عام، خليفًا لروفوس أيزاكس، وحصل على لقب فارس في وقت لاحق من ذلك الشهر، كما كان معتادًا في ذلك الوقت لموظفي القانون الحكوميين (تجاهل أسكويث اعتراضاته). في السابعة والثلاثين من عمره، كان أصغر محامٍ عام منذ ثلاثينيات القرن التاسع عشر. في فبراير عام 1911، نجح في مقاضاة إدوارد مايليوس بتهمة التشهير الجنائي بزعمه أن الملك جورج الخامس كان متعدد الزوجات. خاض انتخابات فرعية بعد تعيينه كما كان مطلوبًا بموجب القانون.
تم تكريمه بمنحه وسام قائد الفرسان الملكي الفيكتوري في عام 1911. وصفه أسكويث بالـ«معصوم» لثقته الفكرية العالية، ولكن بعد سلسلة من اللقاءات الاجتماعية، كتب أن «المعصوم» أصبح «لا غنى عنه».
مثل سايمون مجلس التجارة، إلى جانب أيزاكس، في التحقيق العام في غرق سفينة آر إم إس تيتانيك في عام 1912؛ وساعد استجوابهم الدقيق للشهود على تمهيد الطريق لتحسين تدابير السلامة البحرية. كان ناشطًا في الجدل السياسي الحزبي، على غير العادة بالنسبة لموظف قانوني حكومي. عندما تحدث إف. إي. سميث لأول مرة من مقاعد البدلاء الأمامية لحزب المحافظين في عام 1912، وُضع سايمون بجانب منافسه القديم. تمت ترقيته في 19 أكتوبر عام 1913 إلى منصب النائب العام، خليفًا مرةً أخرى لأيزاكس. بخلاف العادة بالنسبة للنائب العام، تعين عضوًا كامل العضوية في مجلس الوزراء، تمامًا مثل أيزاكس، بدلًا من مجرد دعوته للحضور عند الضرورة. كان قد رُشح لمنصب رئيس وزراء ليبرالي مستقبلي محتمل.

## الحرب العالمية الأولى
في 25 مايو عام 1915، أصبح سايمون وزيرًا للداخلية في حكومة الائتلاف الجديدة برئاسة أسكويث. رفض عرضًا لمنصب السيد المستشار، والذي كان سيعني الذهاب إلى مجلس اللوردات وتقييد حياته السياسية النشطة بعد ذلك. بصفته وزيرًا للداخلية، لم يرضِ أحدًا. حاول الدفاع عن اتحاد القيادة الديمقراطية ضد محاولة إدوارد كارسون في مقاضاته. مع ذلك، حاول حظر صحيفتي ذا تايمز وديلي ميل لانتقادهما سلوك الحكومة في الحرب لكنه فشل في الحصول على دعم مجلس الوزراء.
استقال في يناير عام 1916 احتجاجًا على بدء التجنيد الإجباري للرجال غير المتزوجين، والذي اعتقد أنه خرقٌ للمبادئ الليبرالية. عارض كل من ماكينا ووالتر رونسيمان التجنيد الإجباري، ولكن، لأسباب مختلفة: اعتقدا أنه سيضعف الصناعة البريطانية وأرادا من بريطانيا تركيز جهودها الحربية على البحرية الملكية ودعم الحلفاء الآخرين بالتمويل. في مذكراته، اعترف سايمون بأنه ارتكب خطًا حين استقال من وزارة الداخلية.
بعد سقوط حكومة أسكويث في ديسمبر عام 1916، بقي سايمون في المعارضة بصفته ليبراليًا أسكويثيًا.

## حياته لاحقًا
رغم أن سايمون نال استحسانًا لمهاراته القانونية بصفته السيد المستشار، رفض كليمنت أتلي تعيينه في الوفد البريطاني في محاكمات نورنبيرغ الحربية وأخبره بصراحة في رسالة أن دوره في حكومات ما قبل الحرب جعل من غير الحكمة اتخاذ مثل هذا القرار. بقي سايمون نشطًا في مجلس اللوردات وفي دوره كقاضٍ أقدم في اللجنة القضائية الخاصة بمجلس شورى الملك. كتب نصًا ذائع الصيت بعنوان آراء سايمون حول ضريبة الدخل في عام 1948.
في عام 1948، خلف سايمون اللورد سانكي لمنصب المشرف الأعلى في جامعة أكسفورد. غالبًا ما يشغل هذا المنصب محامٍ أكسفوردي بارز. كان التوتر يسود علاقته مع زوجته شبه المدمنة للكحول، وقضى عطلات نهاية الأسبوع في كنيسة كل النفوس، حيث كان زميلًا أقدم.
كان سايمون من المحاربين الفعالين للاشتراكية في جميع أنحاء البلاد في الانتخابات العامة للأعوام 1945 و1950 و1951. منع تشرشل سايمون، الذي استقال من منصبه كزعيم لليبراليين الوطنيين في عام 1940، من الانضمام إلى حزب المحافظين. كان تشرشل حريصًا على تقديم دعم المحافظين لليبراليين (الرسميين)، بما في ذلك صديقته القديمة السيدة ڤيوليت بونهام كارتير، لكنه منع الاندماج الكامل بين المحافظين والليبراليين الوطنيين رغم التفاوض على اندماج على مستوى الدوائر الانتخابية مع رئيس حزب المحافظين اللورد وولتون في عام 1947 (بعد ذلك، ازدادت نسب استيعاب الليبراليين الوطنيين ضمن حزب المحافظين لأهداف عملية حتى اندمجا بالكامل في عام 1968).